# アミール・カーン
アミール・カーン（Amir Khan、1986年12月8日 - ）は、イギリスの元プロボクサー。グレーター・マンチェスター州ボルトン出身。元WBAスーパー・IBF世界スーパーライト級統一王者。2004年アテネオリンピック・ライト級銀メダリスト。
パキスタン系イギリス人でムスリム。プロモーターとしてカーン・プロモーションズを主催している。総合格闘技団体「Super Fight League」の共同オーナー。

## 来歴

### アマチュア時代
2004年、ヨーロッパ選手権に出場するも1回戦敗退。17歳でアテネオリンピックボクシングライト級に出場（イギリス代表はカーン1人だけであった）し、決勝でオリンピック連覇を狙うマリオ・キンデラン（キューバ）に判定負けを喫し銀メダルを獲得した。オリンピック前に開催されたプレ・オリンピック大会でもマリオ・キンデランに敗北している。
2005年5月、故郷・ボルトンでマリオ・キンデランと対戦し、判定勝ち。34歳のキンデランはこの試合を最後に引退した。

### プロ時代
2005年7月16日、18歳9か月でプロ転向。
2006年3月、横断歩道を渡っていた歩行者を車で轢き重傷を負わせたとして逮捕される。
2006年12月9日、ラシード・ドリザヌ（フランス）を10回判定で破り、初タイトルとなるIBFインターコンチネンタルスーパーライト級王座を獲得した。
2007年7月14日、コモンウェルスイギリス連邦ライト級王者ウイリー・リモンド（イギリス）に8回終了時TKO勝ちで王座を獲得。2008年6月21日にマイケル・ゴメスに5回2分33秒TKO勝ちを収めたのを含め同王座を4度防衛。
2008年4月5日、WBOインターコンチネンタルライト級王者マーチン・クリスジャンセン（デンマーク）に挑戦し、7回TKO勝ちで王座を獲得するとともにWBO世界ライト級王座への指名挑戦者となった。
2008年9月6日、ブレイディス・プレスコット（コロンビア）と対戦。全勝同士の対戦となったが、初回54秒で2度のダウンを奪われKO負け。王座から陥落するとともにプロキャリア初黒星（18勝1敗）となった。
2008年12月6日、WBAインターナショナルライト級王座決定戦でオイシン・ファガン（アイルランド）と対戦し、2回TKO勝ちで王座を獲得した。
2009年3月14日、WBOインターコンチネンタルライト級王座決定戦でマルコ・アントニオ・バレラ（メキシコ）と対戦。初回に偶然のバッティングでバレラがカットするなどして、5回途中負傷判定勝ちを収め、WBAインターナショナルライト級王座の初防衛とWBOインターコンチネンタルライト級王座の獲得に成功した。
2009年7月18日、マンチェスター・アリーナでWBA世界スーパーライト級王者アンドレアス・コテルニク（ウクライナ）に挑戦し、12回3-0（120-108、2者が118-111）の判定勝ちで王座を獲得した。
2009年12月5日、アメリカ・メトロ・ラジオ・アリーナにて同級1位のディミトリ・サリタ（ウクライナ）と対戦。初回に3度のダウンを奪い、1分16秒TKO勝ちを収めて初防衛に成功した。
2010年1月、ゴールデンボーイプロモーションズと契約したことが発表された。

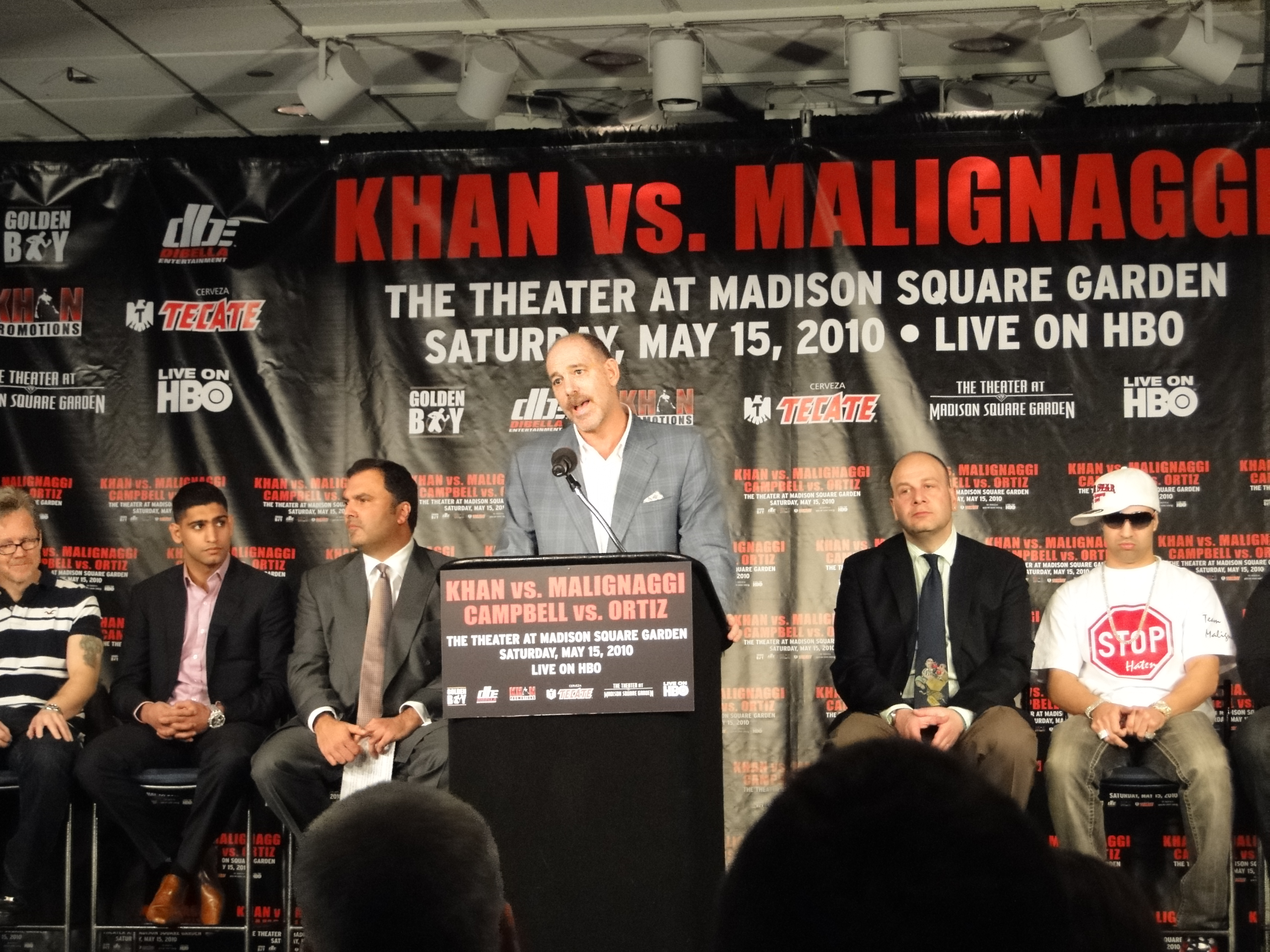
ポール・マリナッジ戦の試合前記者会見の様子

2010年5月15日、アメリカ・ニューヨークの マディソン・スクエア・ガーデン・シアター にて元IBF世界スーパーライト級王者ポール・マリナッジ（アメリカ）と対戦。11回TKO勝ちを収めて2度目の防衛に成功した。
2010年12月11日、ラスベガスのマンダレイ・ベイ・イベント・センターにてWBA世界スーパーライト級暫定王者マルコス・マイダナ（アルゼンチン）と団体内王座統一戦で対戦し、初回終了間際にボディブローでダウンを奪って優位に立つものの、終盤にマイダナの猛追撃を受けて10回にはストップ寸前まで追い込まれる。しかし、前半のリードで逃げ切り12回3-0（2者が114-111、113-112）の僅差判定勝ちを収めて3度目の防衛と団体内王座統一に成功した。
2011年4月16日、故郷イギリスのマンチェスターにて、同級4位のポール・マクロスキー（イギリス）と対戦し、6回負傷判定勝ち（3者とも60-54）を収めて4度目の防衛に成功した。
2011年7月23日、ラスベガスのマンダレイ・ベイ・イベント・センターにて、IBF世界スーパーライト級王者ザブ・ジュダー（アメリカ）と対戦。序盤から優位に試合を進めて5回終盤に右ボディブローでジュダーからダウンを奪ってそのままKO勝利し、WBA王座の5度目の防衛に成功するとともにIBF王座を獲得した（WBAの規定によりスーパー王者に認定）。
2011年12月10日、相手のホームであるワシントンD.C.のDCアーモリーで元WBO世界スーパーライト級暫定王者ラモン・ピーターソン（アメリカ）と対戦。初回にダウンを奪うなど序盤から優位に試合を進めるものの、7回と12回に反則で減点されたことが響き、12回1-2（115-110、2者が112-113）の判定負けを喫しWBA王座の6度目の防衛に失敗、IBF王座の初防衛にも失敗し王座陥落した。
2012年6月27日、ピーターソンが薬物検査で陽性反応を示したためWBAから王座を剥奪され、同年7月11日、ピーターソンは休養王座に認定され、カーンにWBA世界スーパーライト級スーパー王座が返還された。
2012年7月14日、ラスベガスのマンダレイ・ベイ・イベント・センターで、WBC世界スーパーライト級王者ダニー・ガルシア（アメリカ）と王座統一戦を行い、初回からカーンがスピードでガルシアを上回りジャブを突いて右の目尻をカットした。2回も同様に打ち合って負傷TKO寸前までガルシアを劣勢に追い詰め序盤2ラウンドを連取。しかし3回終了間際にガルシアの左ロングフックがカーンの首に直撃しダウンを奪われ、起き上がったがカーンがコーナーを間違えるほどのダメージだった。4回開始早々ガルシアの左ストレートでバランスを崩され右フックをもらって両手がリングに突きダウンを取られる。そのまま起き上がるも最後はロープを背負ってガルシアの左ロングフックが頭上に当たり最後は左アッパーでダウンを奪われた。起き上がって続行する姿勢を見せたがレフェリーがストップしTKO負け、王座から陥落した。
試合後2008年からコンビを組んでいたトレーナーフレディ・ローチと決別し、アンドレ・ウォードのトレーナーを務めるバージル・ハンターをトレーナーに招へい、ジャブを突き続けることの重要性を説かれ、ジャブからコンビネーションを主体にするスタイルに変えた。
2012年12月15日、ロサンゼルスのロサンゼルス・スポーツ・アリーナにて夜の部のメインでカルロス・モリナ（アメリカ）とWBC世界スーパーライト級シルバー王座決定戦を行い、10回終了TKO勝ちを収めて王座の獲得と再起に成功した。ちなみに昼のメインはIBF世界バンタム級王者レオ・サンタ・クルスが務めるなど世界王座戦や下部王座戦を混ぜた珍しい昼夜の2部構成のイベントで話題を集めた。
2013年4月27日、英国・ヨークシャー州シェフィールドのモーターポイント・アリーナで元IBF世界ライト級王者フリオ・ディアス（メキシコ）と143ポンドのキャッチウェイトでノンタイトル12回戦を行う。試合の主導権を握るも、4回にダウンを奪われるなどディアスのパンチに苦しむ展開となったが小差で逃げ切り、3-0の判定勝利(114-113、115-113、115-112)を挙げた。
2013年6月1日、21歳の大学生と結婚。
2014年5月3日、MGMグランド・ガーデン・アリーナに初登場。フロイド・メイウェザー・ジュニアVSマルコス・マイダナの前座で、元WBA世界ウェルター級王者でWBAインターナショナルウェルター級王者ルイス・コラーゾとWBC世界ウェルター級シルバー王座決定戦を行い、12回3-0の判定勝利（117-106、2者が118-104）で王座獲得に成功した。
2014年7月4日、口論になった19歳の少年2人を殴り軽傷を負わせたとして逮捕され、保釈金を支払い保釈された。
2014年12月13日、MGMグランド・ガーデン・アリーナにてデボン・アレクサンダーと対戦し、12回3-0（119-109、118-110、120-108）の判定勝ちを収め初防衛に成功した。この試合でカーンは95万ドル（約9500万円）、アレクサンダーは60万ドル（約6000万円）のファイトマネーを獲得した。
2015年4月2日、IBFからIBF世界ウェルター級王者ケル・ブルックの挑戦者決定戦で同級3位のティモシー・ブラッドリーと対戦するよう指令を受けたが、カーンは指令を断った。
2015年5月29日、バークレイズ・センターで元WBO世界スーパーライト級王者のクリス・アルギエリと対戦し、12回3-0（115-113、2者が117-111）の判定勝ちを収め2度目の防衛に成功した。
2015年8月10日、インドの総合格闘技団体「Super Fight League」の共同オーナーに就任した。
2016年1月12日、WBCがダニー・ガルシア対ロバート・ゲレーロの勝者と指名戦で対戦するよう指令を出した。
2016年5月7日、 T-モバイル・アリーナのボクシング最初のイベントとして、2階級上のWBC世界ミドル級王者サウル・アルバレスとミドル級の規定体重である160ポンド（72.57キロ）ではなく155ポンド（70.3キロ）のキャッチウェイトで対戦。スピードでアルバレスを上回ったが右ストレートで一撃失神KOを奪われ試合終了。6回2分37秒KO負けを喫し2階級制覇に失敗した。
この試合は、リングマガジンとファイトニュース・ドットコムの2016年のノックアウト・オブ・ザ・イヤー（年間KO賞）に選出された。
2017年2月26日、マニー・パッキャオとカーンが共にツイッターで「4月23日に対戦することで合意した」と発信した。
2017年3月7日、ボブ・アラムが、パッキャオ陣営が推し進めていたアラブ首長国連邦の投資グループが試合開催のために3800万ドル（約43億円）を用意する話が頓挫したため、マニー・パッキャオ対アミール・カーン戦は消滅したと明言した。
2017年8月、カーンがSNSに妻がアンソニー・ジョシュアと浮気をしていると投稿（カーンは後に早とちりだったとジョシュアに謝罪する）すれば、妻もSNSにカーンは結婚生活の間浮気ばかりしていたと投稿、互いに私生活の暴露合戦となり、離婚協議中であることが明らかになる。（その後仲直りをして離婚は回避した）
2018年1月10日、エディー・ハーンのマッチルーム・スポーツと3試合契約を交わした。
2019年4月20日、ニューヨークのマディソン・スクエア・ガーデンでWBO世界ウェルター級王者テレンス・クロフォードと対戦し、6回47秒、クロフォードの反則のローブローを受け、カーンは5分間のタイムアウトを取ることができたが、続行を希望するかとのトレーナーの問いかけに「ノー」と答え試合を棄権。TKO負けを喫し王座獲得に失敗した。
2019年7月12日、サウジアラビアのジッダでビリー・ディブと対戦し、4回TKO勝ちを収めた。
2019年7月16日、カーンが地元ボルトンのメディアにサウジアラビアのリヤドで11月8日にマニー・パッキャオと対戦することでパッキャオも契約にサインをして合意したと話すも、パッキャオ陣営は、その話は私達にとっても初耳でパッキャオは契約にサインをしていなく交渉すらしていないと、カーンの話を完全に否定した。
2020年3月28日、パキスタンに4000万ルピー（約5800万円）寄付することを表明。またイスラマバードにある自身のボクシングジムを新型コロナウイルス感染者の隔離施設として使用できるようにした。
2020年9月18日、WBC理事会からWBC中東ボクシング評議会の会長に任命された。
2022年2月19日、約2年半振り試合をマンチェスター・アリーナでケル・ブルックと149ポンド契約のノンタイトル12回戦で対戦し、6回TKO負けを喫した。
2022年5月13日、現役引退を発表した。
2022年4月18日、イーストロンドンの路上を妻と歩いていたところ強盗に銃を突きつけられて腕時計を盗られた。
2023年4月4日、カーンが約1年2か月前の2022年2月19日にケル・ブルックに負けた試合の夜に英国アンチ・ドーピング機関（UKAD）により実施されたドーピング検査で、禁止薬物オスタリンの陽性反応が検出されたために、UKADから2年間の出場停止処分を受けたことが発表された。4年間の出場停止処分となる可能性があったが、カーンの「意図的に摂取していない」という主張が認められ2年間に短縮された。しかし、2022年4月6日にUKADからカーンおよび英国ボクシング管理委員会（BBBofC）に陽性反応検出が通知されていたのにもかかわらず、試合から約1年後の2023年1月24日までアンチ・ドーピング・パネルによる公聴会が開かれなかったことや、処分発表までに試合から1年2か月もかかった全体的な遅さが批判され、また、興行を主催したBOXXERのベン・シャロームと対戦相手のブルックにカーンのドーピング検査失格が全く通知されていなかったこと、カーンが通知を受けてから1か月あまりでドーピング検査失格を公表せずに引退を発表していたことが批判された。
なお、シャロームが「多くの第三者と同じようにソーシャルメディアを見て知った。カーンが検査に失格したことも、プロセスが進行していたことも知らなかった」と声明を出したことに、ライバルプロモーターであるエディー・ハーンが「試合に関わった人たちの多くが（カーンの検査失格を）知っていたと思う。プロモーション、テレビ局、そして間違いなく英国ボクシング管理委員会はその状況を知っていたと思う」「ディリアン・ホワイトがUKADの薬物検査に失格したとき、英国ボクシング管理委員会はすぐそのことを知り、すぐに私に連絡をくれたんだ。興行のプロモーターが自分の興行に出た選手が試合後の検査で陽性だったことを知らないって？、わかったよ、何だっていいよ」と発言したが、シャロームはハーンのこの発言に激怒し「（ハーンの発言は）私が今まで見た中で最も誹謗中傷的なものの1つだ」として法的手段を取ると警告した。

## 戦績
- プロボクシング：40戦 34勝 (21KO) 6敗

| 戦           | 日付           | 勝敗 | 時間     | 内容         | 対戦相手                     | 国籍           | 備考                                                                                  |
| ------------ | -------------- | ---- | -------- | ------------ | ---------------------------- | -------------- | ------------------------------------------------------------------------------------- |
| 1            | 2005年7月16日  | ☆    | 1R 1:49  | TKO          | デビッド・ベイリー           | イギリス       | プロデビュー戦                                                                        |
| 2            | 2005年9月10日  | ☆    | 4R       | 判定 3-0     | バズ・キャリー               | イギリス       |                                                                                       |
| 3            | 2005年11月5日  | ☆    | 3R 0:49  | TKO          | スティーブ・ゲシン           | イギリス       |                                                                                       |
| 4            | 2005年12月10日 | ☆    | 2R 2:57  | TKO          | ダニエル・ソープ             | イギリス       |                                                                                       |
| 5            | 2006年1月28日  | ☆    | 1R 1:15  | TKO          | ビタリ・マルティナウ         | ベラルーシ     |                                                                                       |
| 6            | 2006年2月25日  | ☆    | 3R 2:16  | TKO          | ジャクソン・ウィリアムズ     | イギリス       |                                                                                       |
| 7            | 2006年5月20日  | ☆    | 6R       | 判定 3-0     | ラズロ・コンジャチ           | ハンガリー     |                                                                                       |
| 8            | 2006年7月8日   | ☆    | 2R 2:20  | TKO          | コリン・ベイン               | イギリス       |                                                                                       |
| 9            | 2006年9月2日   | ☆    | 1R 1:51  | TKO          | ライアン・バレット           | イギリス       |                                                                                       |
| 10           | 2006年12月9日  | ☆    | 10R      | 判定 3-0     | ラシード・ドリザン           | フランス       |                                                                                       |
| 11           | 2007年2月17日  | ☆    | 1R 0:55  | TKO          | モハメド・メジャジ           | フランス       |                                                                                       |
| 12           | 2007年4月7日   | ☆    | 3R 1:45  | TKO          | ステフィー・ブル             | イギリス       |                                                                                       |
| 13           | 2007年7月14日  | ☆    | 8R 終了  | TKO          | ウィリー・リモンド           | イギリス       | コモンウェルス英連邦ライト級タイトルマッチ                                            |
| 14           | 2007年10月6日  | ☆    | 4R 0:32  | TKO          | スコット・ロートン           | イギリス       | コモンウェルス英連邦防衛1                                                             |
| 15           | 2007年12月8日  | ☆    | 1R 1:12  | TKO          | グラハム・アール             | イギリス       | コモンウェルス英連邦防衛2                                                             |
| 16           | 2008年2月2日   | ☆    | 12R      | 判定 3-0     | ゲイリー・ソト・クライアー   | ガイアナ       | コモンウェルス英連邦防衛3                                                             |
| 17           | 2008年4月5日   | ☆    | 7R 2:53  | TKO          | マーティン・クリスチャンセン | デンマーク     | WBOインターコンチネンタルライト級タイトルマッチ                                       |
| 18           | 2008年6月21日  | ☆    | 5R 2:33  | TKO          | マイケル・ゴメス             | アイルランド   | コモンウェルス英連邦防衛4                                                             |
| 19           | 2008年9月6日   | ★    | 1R 0:54  | KO           | ブレイディス・プレスコット   | コロンビア     | WBOインターコンチネンタル陥落                                                         |
| 20           | 2008年12月6日  | ☆    | 2R 1:37  | TKO          | オイシン・ファガン           | アイルランド   | WBAインターナショナルライト級王座決定戦                                               |
| 21           | 2009年3月14日  | ☆    | 5R 2:36  | 負傷判定 3-0 | マルコ・アントニオ・バレラ   | メキシコ       | WBOインターコンチネンタルライト級王座決定戦                                           |
| 22           | 2009年7月18日  | ☆    | 12R      | 判定 3-0     | アンドレアス・コテルニク     | ウクライナ     | WBA世界スーパーライト級タイトルマッチ                                                 |
| 23           | 2009年12月5日  | ☆    | 1R 1:16  | TKO          | ドミトリー・サリタ           | ウクライナ     | WBA防衛1                                                                              |
| 24           | 2010年5月15日  | ☆    | 11R 1:25 | TKO          | ポール・マリナッジ           | アメリカ合衆国 | WBA防衛2                                                                              |
| 25           | 2010年12月11日 | ☆    | 12R      | 判定 3-0     | マルコス・マイダナ           | アルゼンチン   | WBA世界スーパーライト級王座統一戦 WBA防衛3                                            |
| 26           | 2011年4月16日  | ☆    | 6R 2:30  | 負傷判定 3-0 | ポール・マクロスキー         | イギリス       | WBA防衛4                                                                              |
| 27           | 2011年7月23日  | ☆    | 5R 2:47  | KO           | ザブ・ジュダー               | アメリカ合衆国 | WBA・IBF世界スーパーライト級王座統一戦 WBA防衛5・IBF獲得                              |
| 28           | 2011年12月10日 | ★    | 12R      | 判定 1-2     | ラモン・ピーターソン         | アメリカ合衆国 | WBA・IBF陥落                                                                          |
| 29           | 2012年7月14日  | ★    | 4R 2:28  | TKO          | ダニー・ガルシア             | アメリカ合衆国 | WBA・WBC世界スーパーライト級王座統一戦 WBA陥落                                        |
| 30           | 2012年12月15日 | ☆    | 10R 終了 | TKO          | カルロス・モリーナ           | アメリカ合衆国 | WBCシルバー・世界スーパーライト級暫定王座決定戦                                       |
| 31           | 2013年4月27日  | ☆    | 12R      | 判定 3-0     | フリオ・ディアス             | メキシコ       |                                                                                       |
| 32           | 2014年5月3日   | ☆    | 12R      | 判定 3-0     | ルイス・コラーゾ             | アメリカ合衆国 | WBAインターナショナルウェルター級タイトルマッチ WBC世界ウェルター級シルバー王座決定戦 |
| 33           | 2014年12月13日 | ☆    | 12R      | 判定 3-0     | デボン・アレクサンダー       | アメリカ合衆国 | WBCシルバー防衛1                                                                      |
| 34           | 2015年5月29日  | ☆    | 12R      | 判定 3-0     | クリス・アルギエリ           | アメリカ合衆国 | WBCシルバー防衛2                                                                      |
| 35           | 2016年5月7日   | ★    | 6R 2:37  | KO           | サウル・アルバレス           | メキシコ       | WBC世界ミドル級タイトルマッチ                                                         |
| 36           | 2018年4月21日  | ☆    | 1R 0:39  | TKO          | フィル・ロー・グレコ         | カナダ         |                                                                                       |
| 37           | 2018年9月9日   | ☆    | 12R      | 判定 3-0     | サムエル・バルガス           | コロンビア     |                                                                                       |
| 38           | 2019年4月20日  | ★    | 6R 0:47  | TKO          | テレンス・クロフォード       | アメリカ合衆国 | WBO世界ウェルター級タイトルマッチ                                                     |
| 39           | 2019年7月12日  | ☆    | 4R 1:06  | TKO          | ビリー・ディブ               | オーストラリア | WBCインターナショナルウェルター級王座決定戦                                           |
| 40           | 2022年2月19日  | ★    | 6R 0:51  | TKO          | ケル・ブルック               | イギリス       |                                                                                       |
| テンプレート |                |      |          |              |                              |                |                                                                                       |

## 獲得タイトル
- IBFインターコンチネンタルスーパーライト級王座（防衛0）
- コモンウェルスイギリス連邦ライト級王座（防衛4）
- WBOインターコンチネンタルライト級王座（防衛0）
- WBAインターナショナルライト級王座（防衛1）
- WBOインターコンチネンタルライト級王座（防衛0）
- WBC世界スーパーライト級シルバー王座（防衛0）
- WBC世界ウェルター級シルバー王座（防衛2）
- WBA世界スーパーライト級王座（防衛5=スーパー王座に認定）
- IBF世界スーパーライト級王座（防衛0）
- WBA世界スーパーライト級スーパー王座（防衛0）

## ペイ・パー・ビュー売上げ
| 日付          | イベント                                    | 売上げ | テレビ局 |
| ------------- | ------------------------------------------- | ------ | -------- |
| 2019年4月20日 | テレンス・クロフォード vs. アミール・カーン | 15万件 | ESPN     |